# Ирландское Свободное государство
Ирландское Свободное государство (англ. Irish Free State, ирл. Saorstát Éireann) (1922—1937) — государство-доминион, созданное 6 декабря 1922 года в соответствии с Англо-ирландским договором, подписанным двенадцатью месяцами раньше. На момент создания включало всю территорию острова Ирландия, но Северная Ирландия уже на следующий день воспользовалась закреплённым в договоре правом на отделение и обратилась к королю с просьбой сделать так, чтобы «полномочия парламента и правительства Ирландского свободного государства более не распространялись на Северную Ирландию». 8 декабря Северная Ирландия официально отделилась от остальной Ирландии. Ирландское Свободное государство официально прекратило существование 29 декабря 1937 года после принятия новой конституции, послужившей кардинальным этапом преобразования доминиона в современную Ирландию.

## История создания государства
Ирландия являлась владением Великобритании в течение 700 лет. За это время на острове появлялось много движений, борющихся за независимость.

## Органы власти
В соответствии с договором, государственным строем была конституционная монархия, законодательная власть принадлежала трёхуровневому парламенту состоящему из короля и двух палат — верхней и нижней. Исполнительная власть номинально принадлежала королю, фактически — Исполнительному совету, возглавляемому Президентом Исполнительного совета. Совет и президент утверждались парламентом. Короля представлял Генерал-губернатор, должность которого носила только церемониальный характер. До 1927 года генерал-губернатор назначался королём по представлению британского правительства и с согласия Исполнительного совета, затем право представления кандидатов перешло исключительно к Исполнительному совету.

## Гражданская война
Гражданская война в Ирландии 1922—1923 гг. (англ. Irish Civil War, ирл. Cogadh Cathartha na hÉireann) — вооружённая борьба в Ирландии между противниками и сторонниками сохранения страной статуса британского доминиона. Завершилась победой сторонников англо-ирландского договора, которым всяческую помощь оказывала Англия. В результате боевых действий погибло более 2000 человек, от 800 до 900 со стороны правительства и от 426 до 1000 со стороны ИРА. Кроме того жертвами вооружённых столкновений между сторонниками и противниками договора по разным оценкам стали от 200 до 400 мирных жителей. Несмотря на договор о полной амнистии, с 31 июля по 15 августа 1923 года правительство провело масштабные аресты бывших бойцов ИРА и лидеров повстанцев, задержав и отправив в так называемые «центры интернирования» около 12 000 человек, в том числе и де Валеру.
Солдаты Национальной армии, погибшие в ходе войны, практически не удостоились памятников — в отличие от своих противников, выступавших против Англо-Ирландского договора. По стране разбросано множество монументов в честь «антидоговорников», в то время, как памяти «фристейтеров» посвящены лишь три памятника — на кладбище Гласневин, в Горманстоне и в Коллинзовых казармах Корка. То есть, монументы победителям практически отсутствуют. Нет и песен в их честь, хотя немалое количество таковых было написано про бойцов мятежной ИРА.